# سرگی ماکارنکو
سرگی ماکارنکو (انگلیسی: Sergei Makarenko؛ زادهٔ ۱۱ سپتامبر ۱۹۳۷) قایقران کانو اهل اتحاد جماهیر شوروی سوسیالیستی است.
وی در مسابقات کشوری و بین‌المللی در مجموع برندهٔ ۲ مدال طلا شده‌است.